# جوزيف فيدل
جوزيف فيدل (بالإنجليزية: Joseph Fidel)‏ هو سياسي أمريكي، ولد في 14 أكتوبر 1923 في الولايات المتحدة، وتوفي في 13 مايو 2015 في غرانتس في الولايات المتحدة. حزبياً، نشط في الحزب الديمقراطي. وقد انتخب عضو مجلس ولاية نيومكسيكو.